# Wreckage
Wreckage četvrti je EP švedskog death metal-sastava Entombed. Diskografska kuća Music for Nations objavila ga je 6. studenoga 1997.

## Popis pjesama
| 1.    | »Wreckage«                                        | 4:02 |
| 2.    | »Wreckage (Indy Cart)« (remiks Larcenyja)         | 5:08 |
| 3.    | »Tear It Loose« (obrada Twisted Sistera)          | 3:18 |
| 4.    | »Lost« (obrada Jerry's Kidsa)                     | 3:11 |
| 5.    | »The Ballad of Hollis Brown« (obrada Boba Dylana) | 4:06 |
| 6.    | »Satan« (obrada Dwarvesa)                         | 1:10 |
| 20:55 |                                                   |      |

## Zasluge
Entombed
- L-G Petrov – vokal
- Ulf Cederlund – gitara
- Alex Hellid – solo-gitara
- Jörgen Sandström – bas-gitara
- Nicke Andersson – bubnjevi

Ostalo osoblje
- Tomas Skogsberg – produkcija, miks
- Jonas Wahlberg – grafički dizajn, fotografije
- Mez – grafički dizajn